# 馬力埔
馬力埔，是臺灣臺中市新社區的一個傳統地域名稱，位於該區北半葉的西部偏南。相較於今日行政區，其範圍大致包括崑山里東南部凸出部分的西部、永源里東半部、中興里、協成里北半葉的西部南段。

## 歷史
台灣清治末期，馬力埔地區為一街庄，稱為「馬力埔庄」，隸屬於捒東上堡。該庄北、東及東南與大湳庄為鄰，南邊及西南邊為大坑庄，西邊為七份庄。。
1901年（日明治三十四年）11月，全台廢縣廳改設二十廳，該庄隸屬於臺中廳。1903年（明治三十六年）6月，該庄編入「新社區」，仍隸屬於臺中廳。1909年（明治四十二年）10月，全台二十廳合併為十二廳，新社區隸屬不變。1920年（大正九年），全台地方制度大改正，該庄改制並雅化為「馬力埔」大字，隸屬於臺中州東勢郡新社庄。
戰後新社庄改制為新社鄉，隸屬於臺中縣，大字亦改制為村。1950年10月，中、彰、投分治，新社鄉隸屬不變。2010年12月，隨著臺中縣、市合併為直轄臺中市，新社鄉改制為新社區，村亦改制為里。

## 聚落
本地區發展較早的聚落為馬力埔，在日治期初期的官方地圖上已有記載。此外，本地區尚有湳堀、新二村、山腳、中興嶺、新四村、二嵙、三嵙、八號仔等聚落。

## 交通
市道129號（中和街一段、東山街）是石岡區土牛至大里區塗城的道路，大致以東北－西南走向轉北北東－南南西走向再轉西向東再轉北向南再轉北北東－南南西走向蜿蜒經過馬力埔地區中部。由該道路向東北可前往新社市區、土牛並止於省道台3線路口，向南南西可前大坑、廍子、三汴、太平東北部、頭汴坑西端、車籠埔、番子寮（部分路段與塗城交界）、草湖並止於省道台3線另一路口。
區道中88線（水井街）是豐原北陽里至水井的道路，其東側端點位於本地區西部區道中93線路口。由此向西北西出境後，可前往七分南部的水井聚落、大坑北部、下南坑並止於豐原市區東南側的省道台3線路口。
區道中93線（崑南街、水井街、協中街）是社寮角至茅埔角的道路，大致以北向南轉北北西－南南東走向再轉西北－東南走向蜿蜒經過本地區西部、西南部邊界地帶及南部。由該道路向北可前往七分、仙塘坪、新社西北角、社寮角並止於省道台3線路口，向東南可前往大南南部、水底寮地區中部偏西北的湖興聚落西北側並止於區道中95線路口。
區道中96線（東山街）是馬力埔至新三村的道路，其西側端點位於本地區東北部新三村的市道129號路口。由此向東北轉東出境後，可經區道中97線路口前往大南地區中部偏東北的新三村聚落西南側區道中97-1線路口。
區道中97線（興中街）是大湳至中興嶺的道路，其南側端點位於本地區西南部區道中93線路口。由此向東北轉北出境後，可經區道94線、96線、97-1線路口前往大南地區北部大南聚落東側並止於市道129號路口。
區道中98線是水井至東興的道路，其西側端點位於本地區西南部中興嶺聚落西南側的區道中93線路口。由此向北
轉東至市道129號（東山街）路口，轉南與其共線一小段路後轉東南獨行，至本地區東部邊界前轉東北東出境後，轉東可前往大南地區中部偏南、水底寮中北部的上水底寮（東興）聚落南側並止於區道中95線路口。